# Rostvingad cistikola
Rostvingad cistikola (Cisticola galactotes) är en fågel i familjen cistikolor inom ordningen tättingar.

## Utseende och läte
Rostvingad cistikola är en rätt färgglad medelstor cistikola med lång stjärt. Ryggen är brun med tjocka svarta streck. Rostrött syns på vinge och hjässa. Undersidan är vitaktig. Arten liknar sonettcistikolan, nen rostvingad cistikola har grå eller brun streck och ostreckad övergump. Sången består av en serie grova "chyup".

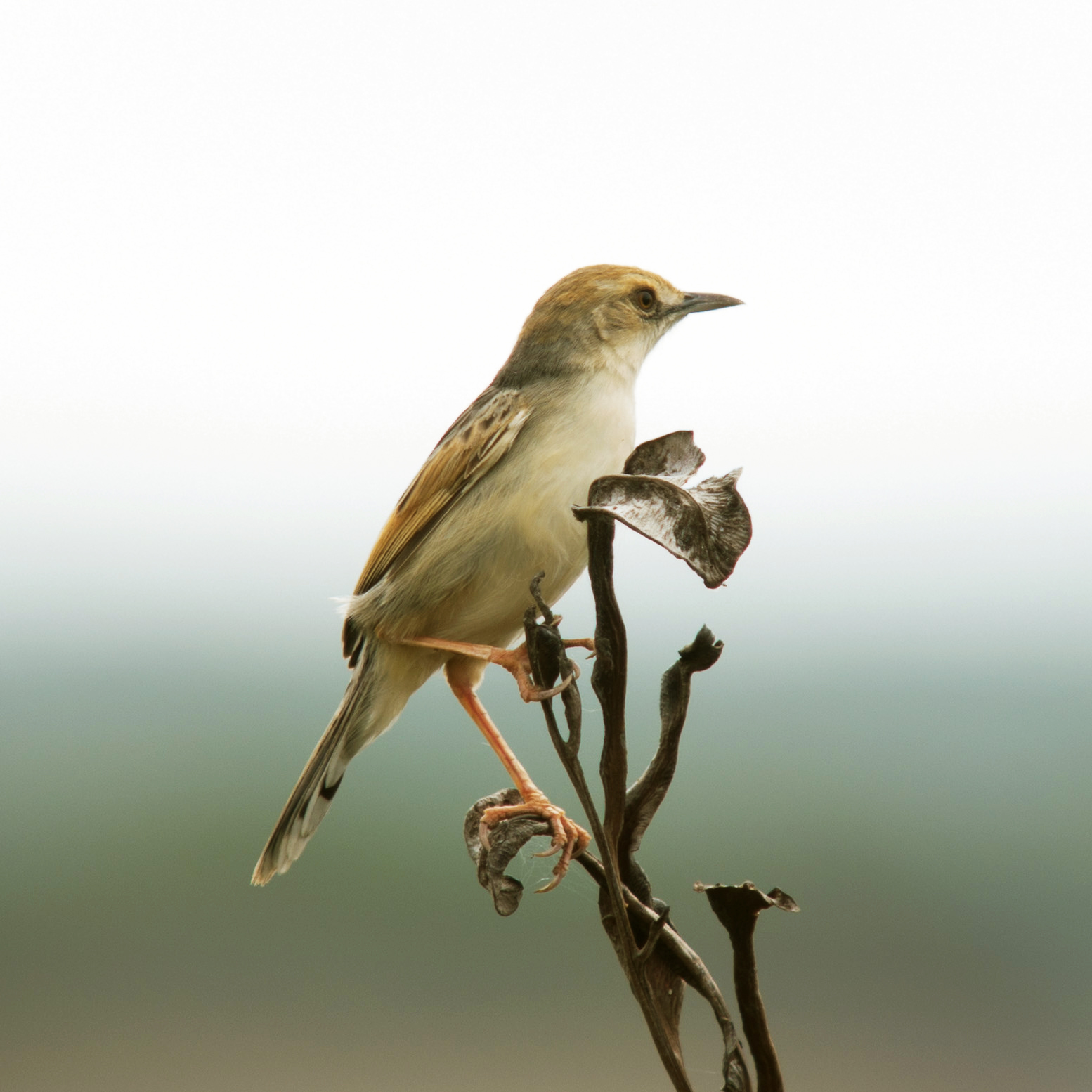

## Utbredning och systematik
Rostvingad cistikola förekommer i delar av södra Afrika. Den delas in i två underarter med följande utbredning:
- Cisticola galactotes galactotes – södra Moçambique och östra Sydafrika
- Cisticola galactotes isodactylus – södra Malawi, sydöstra Zimbabwe och västra Moçambique

Tidigare inkluderades arterna mörkryggig cistikola, luapulacistikola, etiopiencistikola och kustcistikola i rostvingad cistikola, och vissa gör det fortfarande.

### Familjetillhörighet
Cistikolorna behandlades tidigare som en del av den stora familjen sångare (Sylviidae). Genetiska studier har dock visat att sångarna inte är varandras närmaste släktingar. Istället är de en del av en klad som även omfattar timalior, lärkor, bulbyler, stjärtmesar och svalor. Idag delas därför Sylviidae upp i ett antal familjer, däribland Cisticolidae.

## Status
Arten har ett stort utbredningsområde och beståndet anses stabilt. Internationella naturvårdsunionen IUCN listar den därför som livskraftig (LC).

## Namn
Cistikola är en försvenskning av det vetenskapliga släktesnamnet Cisticola som betyder "cistroslevande".